# Nikolaikirche (Oslebshausen)
Die evangelische Nikolaikirche Oslebshausen in Bremen, Stadtteil Gröpelingen, Ortsteil Oslebshausen, Ritterhuder Heerstraße 1 / Oslebshauser Heerstraße, entstand 1930 nach Plänen des Architekten und Dombaumeisters Walter Görig.
Das Gebäude steht seit 1995 unter Bremer Denkmalschutz.

## Geschichte

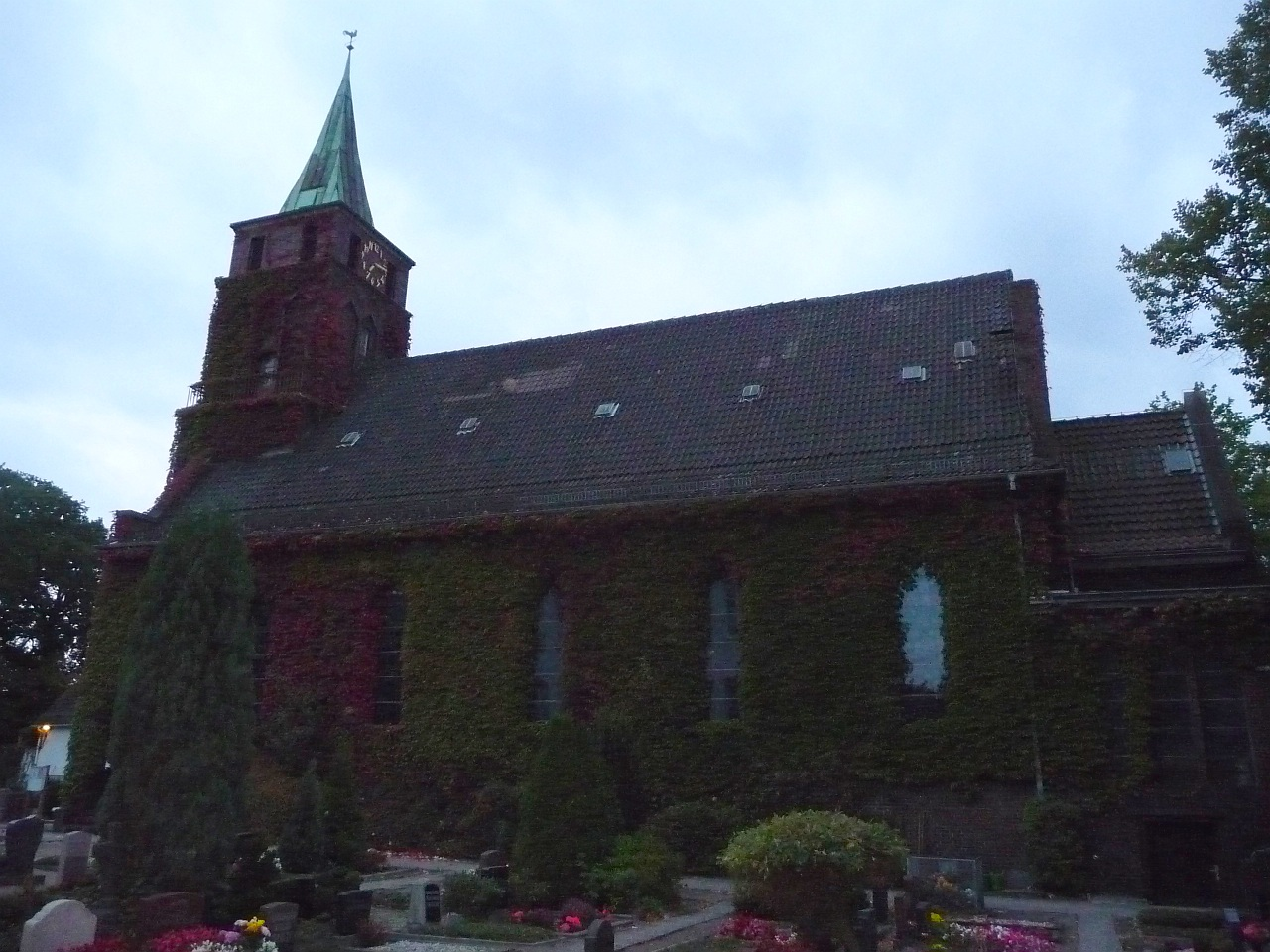
Nikolaikirche, Südseite

Oslebshausen wuchs im 20. Jahrhundert schnell. Deshalb wurde die Nikolaikirche zusammen mit dem durch einen Arkadengang erreichbaren Gemeindesaal und das Pfarrhaus in zentraler Ortslage neben der Schule an der Oslebshauser Heerstraße gebaut. Die gotisierende expressionistische einschiffige Backsteinkirche mit einem Satteldach und einem eingerückten Chor hat einen mittigen, fünfgeschossigen Turm mit einem viereckigen, spitzen Turmhelm.
Auf das kriegszerstörte Pfarrhaus folgte ein schlichter Neubau. Gemeindesaal und Arkadengang wurden abgerissen und 1976 hier das zweigeschossige Gemeindezentrum mit einem Flachdach nach Plänen von Hermann Brede, Bremen, gebaut.
Das Landesamt für Denkmalpflege Bremen befand: „Die Kirchenanlage in Oslebshausen erinnert in ihrer Formensprache stark an Görigs Hauptwerk, die 1926-28 für die Domgemeinde errichtete 'Glocke' an der Domsheide. Beide Baukomplexe zeigen die gleiche Mischung aus abstrahiert gotisierendem Klinkerexpressionismus und konservativer Modernität sowie das gleiche Streben nach Monumentalität.“
Hinter der Kirche befindet sich ein Gedenkstein zu Ehren von Dietrich Bonhoeffer.
Die heutige Glocke stammt aus dem Jahre 1929. Ihre größere Schwester musste im Zweiten Weltkrieg abgegeben werden; ein verwaistes Joch zeugt noch von ihr.

## Kirchgemeinde
2007 fand ein Zusammenschluss der Ev. Gemeinde Gröpelingen und Oslebshausen statt. Hier wirken u. a. der Frauenchor Chorios und der ökumenische Chor Gosem. Die Kita Oslebshausen und der Kirchfriedhof gehören zur Gemeinde.